# Уговорна казна
Уговорна казна (лат. stipulatio poena) представља лично средство обезбеђења уговора.
Уговорна казна је уговор или одредба у уговору којом се дужник обавезује да ће платити повериоцу одређени новчани износ или неку другу имовинску вредсност ако не испуни своју неновчану обавезу према њему или ако задоцни с испуњењем обавезе. Треба одмах напоменути да се уговорна казна никако не може применити код новчаних обавеза, јер се код њих примењује затезна камата.
ЗОО:
Поверилац и дужник могу уговорити да ће дужник платити повериоцу одређени новчани износ или прибавити неку другу материјалну корист ако не испуни своју обавезу или задоцни са њеним испуњењем.
Уговорна казна је једна врста личног обезбеђења чији је смисао да се појача одговорност дужника али је то истовремено и њена слабост. Ако дужник не испуни своју главну обавезу а уговорена је калузула о уговорној казни може се десити да он није у стању ни њу да испуни. Тако да она не појачава обезбеђење споља као што је то случај са јемством. Јемство је јаче обезбеђење, јер се код јемства поред главног дужника појављује још један дужник.
Уговорна казна је вредност коју унапред одређују стране - уговорну казну не одређује суд. Уговорна казна се може одредити на више начина - у укупном износу, у одређеном проценту од главног потраживања, за сваки дан задоцњења или на који други начин. Уговорну казну поверилац има право да захтева од дужника у два случаја:
1. ако дужник не испуни своју обавезу
2. ако задоцни са њеним испуњењем.

О којој је врсти уговорне казне је у конкретном случају реч може се сазнати из самог главног уговора. Међутим, ако уговорници нису ништа изричито предвидели самим уговором, претпоставља се да је у питању уговорна казна због задоцњења. Ови случајеви се међусобно разликују у следећем:
1 - Ако је уговорна казна предвиђена за случај неиспуњења, она је она алтернативног карактера, поверилац има право да захтева или уговорну казну или испуњење. Пошто о свом избору на сигуран начин извести дужника од више не може да оптира за другу могућност. Може се уговорити и да ово право избора припадне дужнику. Ипак, уговорна казна по правилу нема карактер одустанице тј. не даје право дужнику да исплати казну и одустане од уговора, осим ако је то била намера уговорника кад су казну уговорили.
ЗОО:
Ако поверилац који прими обавезу уз задоцњење не саопшти одмах дужнику да задржава право на уговорну казну он то право губи.
2 - У другом случају је предвиђена за случај задоцњења. Ако дужник ипак западне у доцњу са извршењем главне обавезе поверилац неће морати да бира између главног потраживања и потраживања по основу уговорне казне већ се могу захтевати кумулативно.
Уговорна казна је споредна обавеза - споразум о уговорној казни прати судбину главне обавезе из уговора (акцесорност).
1. Ако је главна обавеза настала из ништавог уговора или из рушљивог уговора који је поништен, не плаћа се ни уговорна казна.
2. Ако је до задоцњења у испуњењу дошло из разлога за које дужник не одговара није дужан да плати ни уговорну казну.
3. Уступањем главног потраживања, на пријемника прелази и право на уговорну казну.
4. Ако се главна обавеза угаси на било који начин, гаси се и споразум о уговорној казни.

Иначе, споразум о уговорној казни мора бити прописан у форми која је прописна за уговор из којег је настала обавеза на чије се испуњење уговорна казна односи.
Поверилац има право на уговорну казну и ако штету није претрпео и ако је мања од уговорне казне. Кроз ово правило се испољава обележје уговорне казне да је средство притиска на дужника. Јер ако дужник жели да избегне примену уговорне казне мора на време извршити своју обавезу.
Ако је штета коју поверилац претрпи већа од уговорне казне поверилац има право да тражи разлику између износа уговорне казне и висине штете кроз накнаду штете. Ипак, то није добра ситуација за повериоца, јер кад је реч о уговорној казни он не мора да доказује да је претрпео штету, ни колики је њен износ, већ само треба да докаже да је дужник задоцнио са испуњењем или обавезу уопште није испунио. Уговорна казна олакшава положај повериоца кад је реч о доказивању. Ако је уговорна казна несразмерно већа од износа штете, онда дужник има право на смањење уговорне казне.
Постоји одређена сличност уговорне казне која је лично обезбеђење и капаре која је стварно обезбеђење. Наравно, постоје и битне разлике:
1 - Капара се даје а уговорна казна се обећава у уговору.
2 - Капару поверилац добија у руке (у државину), док је уговорна казна само још једна обавеза, која је акцесорна, уз главну обавезу коју обезбеђује.